# Фрумери, Агнес де
Агнес Элеонора Огаста Эмилия де Фрумери (швед. Agnes Eleonora Augusta Emilia de Frumerie; 20 ноября 1869 года, Шевда — 2 апреля 1937 года, Стокгольм) — шведская художница, скульптор. Большую часть своей творческой жизни провела во Франции.

## Биография
Агнес де Фрумери родилась 20 ноября 1869 года в шведском городе Шевде. С 1886 по 1890 год училась в Королевской шведской академии свободных искусств в Стокгольме. Получила стипендию для трехлетнего обучения за границей. После пребывания в Берлине, где она училась у профессора Отто Лессингета (Otto Lessinget), уехала в Италию.
С 1892 по 1923 год жила в Париже, где училась у скульптора Огюста Родена. В Париже в 1893 году Агнес де Фрумери вышла замуж за Густава де Фрумери (Gustaf de Frumerie), который был старше ее на двадцать лет. Муж многое сделал для развития ее художественных талантов. В 1890-х годах входила в состав сообщества авангардных художников Парижа, к сообществу относился и основоположник современной шведской литературы и театра Август Стриндберг, чьи изображения она запечатлела в скульптуре. Некоторое время она работала в сотрудничестве с Эдмондом Лаченалом (Edmond Lachenal). С началом Первой мировой войны семья уехала в Швецию, где жили в Дандериде, построив там дом. В 1930 году Агнес де Фрумери уехала в город Хиндос, там, в 1936 году скончался ее муж.
Агнес де Фрумери скончалась 2 апреля 1937 года в Стокгольме в возрасте 67 лет.
Агнес де Фрумери является автором небольших керамических скульптур, произведений из серебра и олова (вазы Älfdans, Весы, Ева и др.). Среди ее работ: «Супница» (1895), «Мадонна» (1900), «Танец обнаженной» (1911), «Меланхолия» (1911), «Сидящая девушка» (1911) и др.
В настоящее время ее работы находятся в коллекции Национального музея Швеции в Стокгольме, в музее Västergötlands в городе Скара, музее декоративного искусства Буэнос-Айреса, Аргентина; музее декоративного искусства в Париже.

## Работы

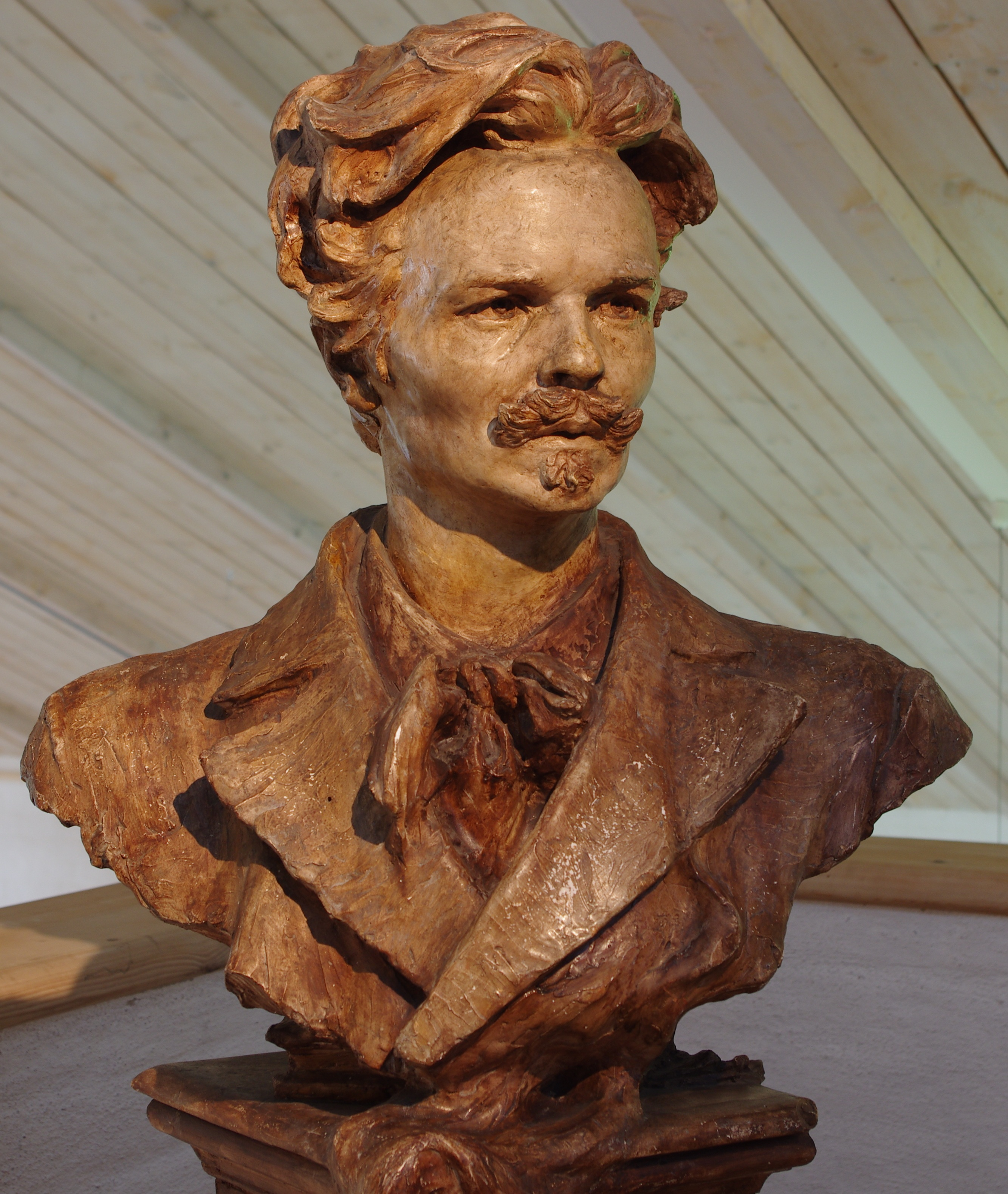
Август Стриндберг, скульптура. 1895
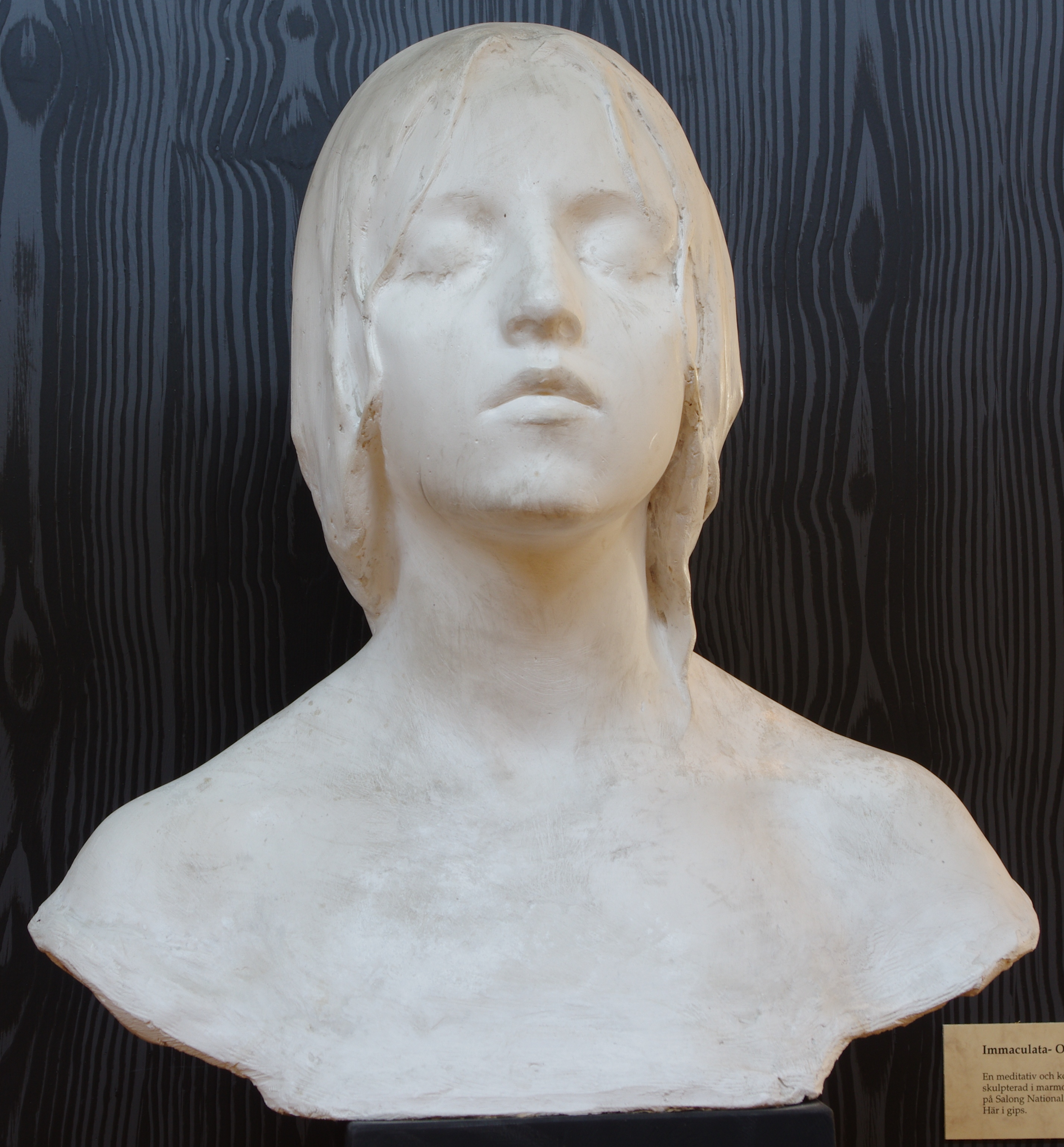
Иммакулата, скульптура. 1897
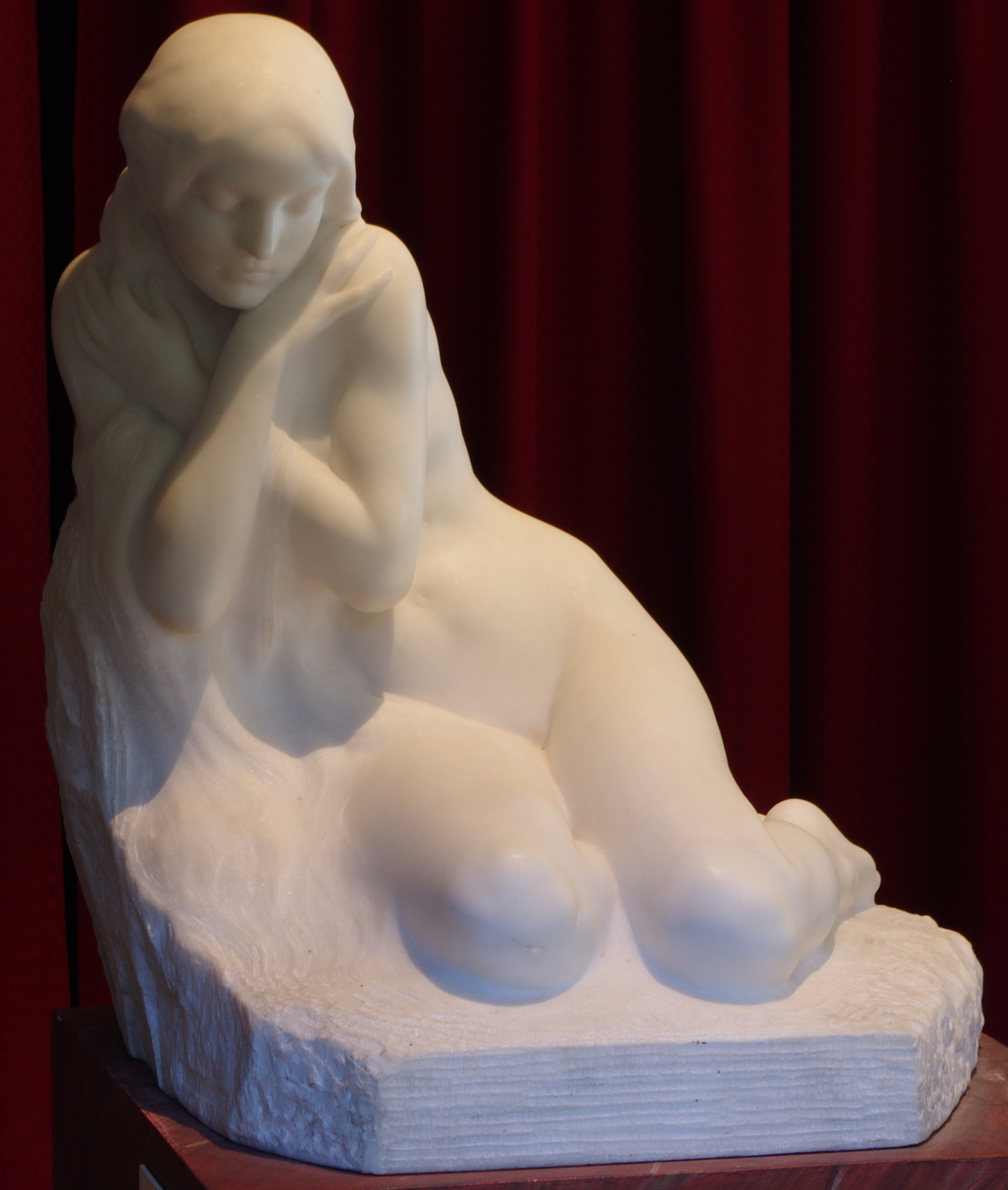
Скульптура "Замерзаю", 1921
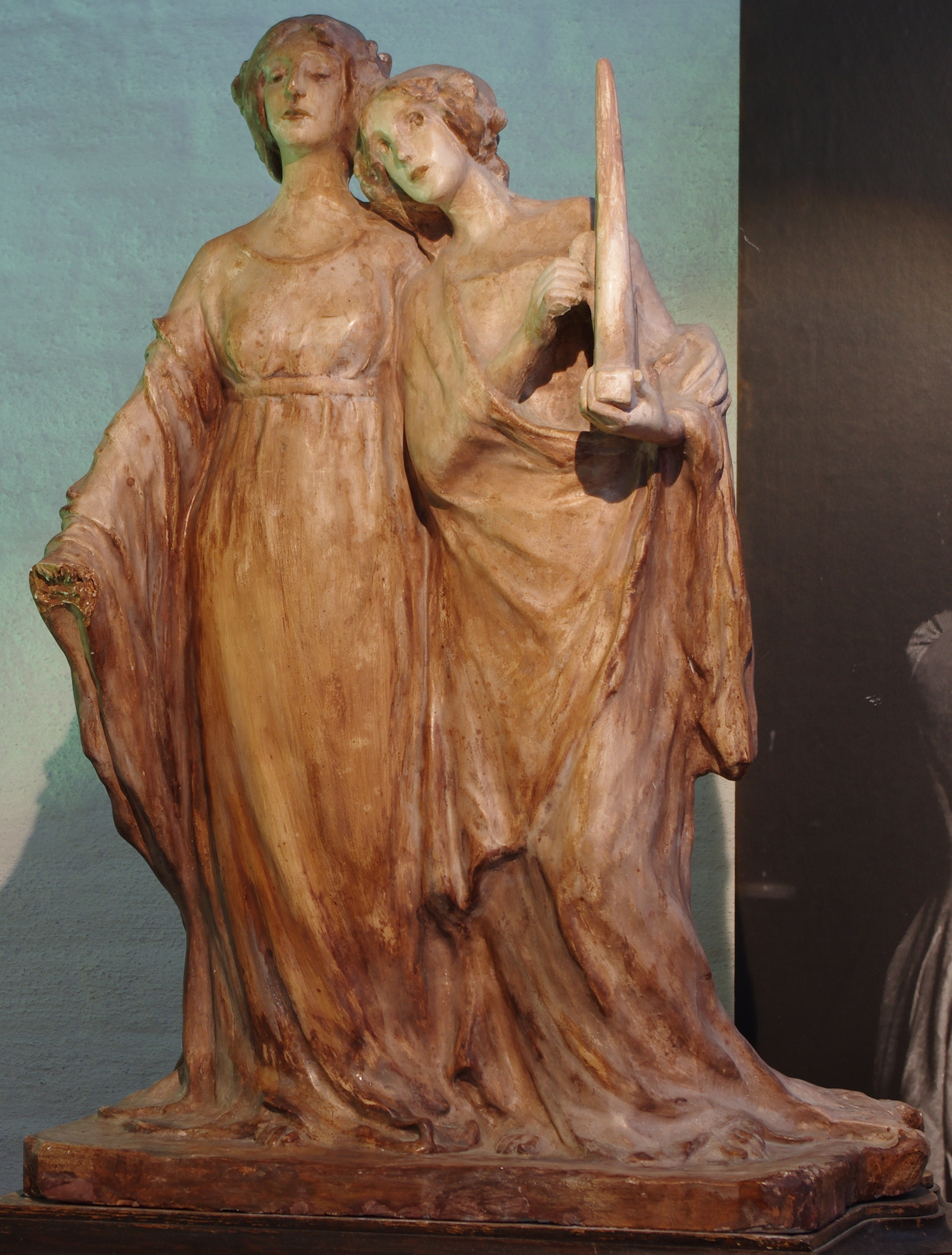
Агнес де Фрумери. Скульптура "Поэзия и музыка", 1902

## Выставки
Агнес де Фрумери принимала участие в выставках:
- 1895 — Галерея Жоржа Пети;
- 1895 — Салон французских художников (Париж);
- 1904 — Салон des Beaux-Arts (Париж);
- 1905 — Салон изящных искусств;
- 1907 — Салон декоративных искусств;
- 1908 — Салон Национального общества изобразительных искусств;
- 2006 — Музей декоративного искусства Буэнос-Айреса (Аргентина).